# Knud Gleie
Knud Gleie (født 15. marts 1935 i Gladsaxe, død 21. januar 2010 på Frederiksberg) var en dansk svømmer, der deltog i OL 1952 og 1956 og i en periode på godt to år var indehaver af verdensrekorden i 200 m brystsvømning, sat 14. februar 1953 med tiden 2:37,4.
Gleie var blot 17 år, da han var med til OL i Helsingfors i 1952, og han nåede ikke videre fra det indledende heat, hvor han med tiden 2:51,4 blev nummer 6 i sit heat. Bedre gik det fire år senere, hvor han nåede finalen og med tiden 2:40,0 blev nummer 6.